# Magda Maros
Magdolna „Magda” Maros (ur. 4 października 1951 w Budapeszcie) – węgierska florecistka, trzykrotna medalistka olimpijska i wielokrotna medalistka mistrzostw świata.
Na igrzyskach olimpijskich w Montrealu w 1976 roku wspólnie z Ildikó Schwarczenberger, Ildikó Újlaky-Rejtő, Ildikó Bóbis i Edit Kovács zdobyła drużynowo brązowy medal. Na rozgrywanych cztery lata później igrzyskach olimpijskich w Moskwie wywalczyła srebrny medal w turnieju indywidualnym. W fazie finałowej wygrała 3 z 5 walk i ostatecznie uplasowała się za Francuzką Pascale Trinquet a przed Polką Barbarą Wysoczańską. Na tej samej imprezie reprezentacja Węgier w składzie: Magda Maros, Edit Kovács, Ildikó Schwarczenberger-Tordasi, Zsuzsanna Szőcs i Gertrúd Stefanek zdobyła brązowy medal.
Podczas mistrzostw świata w Göteborgu w 1973 roku wspólnie z Ildikó Bóbis, Márią Szolnoki, Ildikó Rejtő i Ildikó Schwarczenberger wywalczyła złoty medal w turnieju drużynowym. W tej samej konkurencji zdobywała także srebrne medale na mistrzostwach świata w Grenoble (1974), mistrzostwach świata w Budapeszcie (1975) i mistrzostwach świata w Melbourne (1979) oraz brązowy na mistrzostwach świata w Rzymie (1982).